# Rocher du Cornillon
Le rocher du Cornillon (ou roc Cornillon) est un éperon rocheux calcaire qui se détache de la partie occidentale du massif de la Chartreuse, situé sur le territoire de la commune de Fontanil-Cornillon, dans le département de l'Isère, en région Auvergne-Rhône-Alpes. Ce lieu est un des vingt-cinq sites naturels classés du département de l'Isère.

## Toponymie
Selon André Planck, auteur du livre L'Origine du nom des communes du département de l'Isère, la racine indo-européenne Cor désigne un grand rocher qui permet de servir de belvédère et que l'on retrouve notamment dans le nom d'autres communes telles que Corenc, Corps ou Corbelin.

## Géographie

### Situation et topographie
Il s'agit d'un gros bloc rocheux, détaché du restant de la montagne du Sac, sommet situé à l'ouest du massif de la chartreuse et dominant la rive gauche de la vallée de l’Isère entre les communes du Fontanil-Cornillon sur lequel il se situe et la commune voisin de Saint-Égrève (hameau de Rochepleine). 
De par sa taille et sa nature, ce bloc est visible de la vallée et des routes, notamment de l'A48 et de l'ancienne route nationale 85 qui longent l'Isère entre Grenoble et Voreppe. C’est en raison de ce statut de monument naturel que ce rocher a été classé patrimoine naturel national, le 15 avril 1911.

### Géologie
Il s'agit d'un piton isolé d'Urgonien (Crétacé inférieur). Sa situation, en contrebas de la grande falaise urgonienne qui descend des rochers de l'Église (massif de la Chartreuse) vers la vallée pourrait laisser penser à tort qu'il s'agirait d'un énorme bloc tombé depuis cette falaise. En réalité, il constitue un petit synclinal perché reposant selon une succession normale sur des couches de Hauterivien.

## Histoire
Occupé à la fin du Néolithique (IIIe millénaire av. J.-C.) et à l'âge du bronze, ce site héberge les ruines du château fort de Cornillon. Le rocher servant de défense naturelle et de point d'observation sur la vallée au château du seigneur, il fut pris lors des guerres de religion par François de Bonne, duc de Lesdiguières, sur ordre du roi Henri IV, en 1589 et détruit peu après. 
En 2020, il reste encore quelques morceaux du rempart et de la citerne d’eau. Une maquette du château féodal (réalisée par l'AVIPAR) est exposée à la médiathèque de la commune du Fontanil-Cornillon.

## Accès

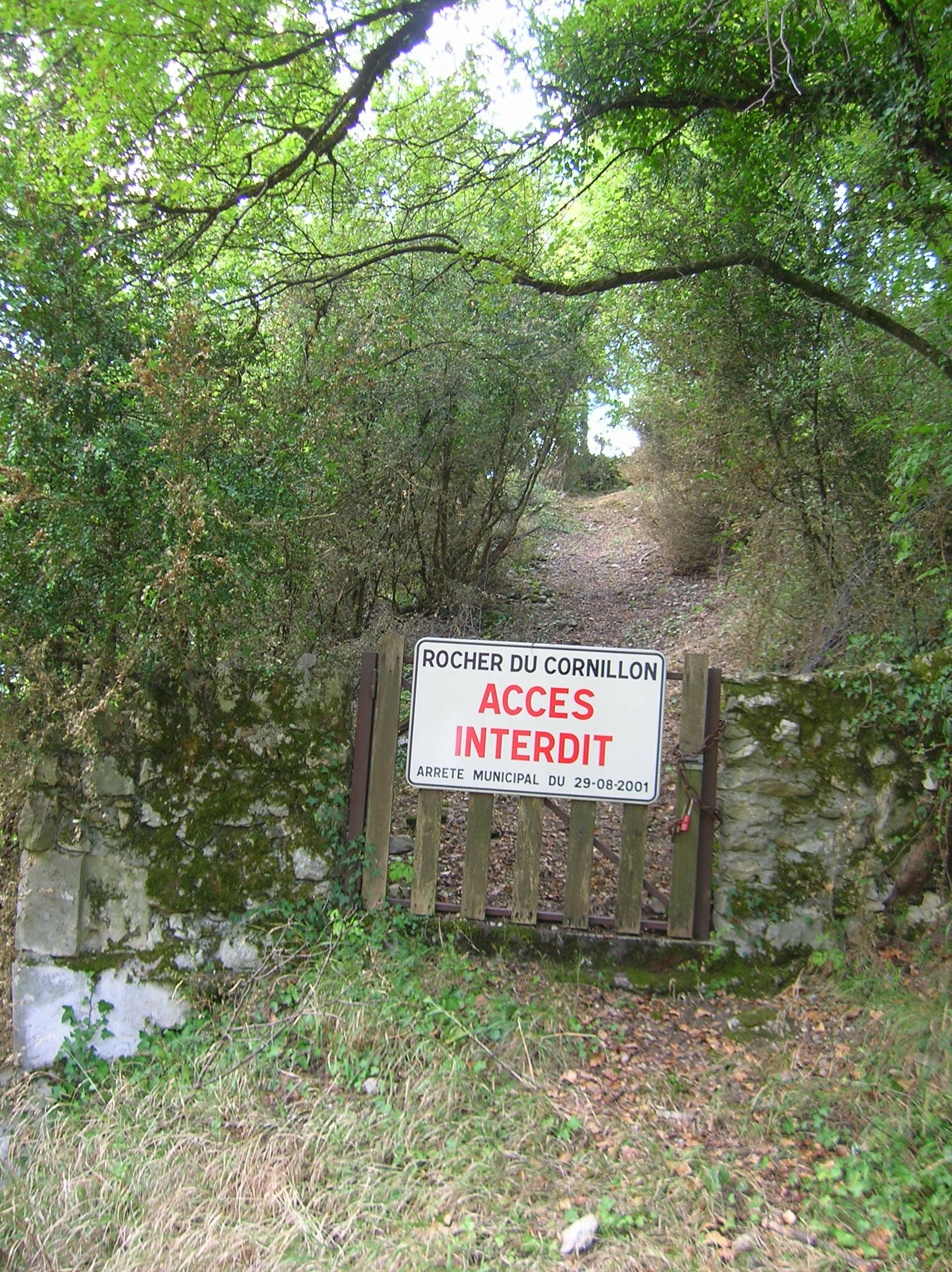
Pancarte

Le chemin de Rochepleine qui se détache de la rue du Cornillon (hameau de Rochepleine), dans la commune voisine de Saint-Égrève, permet de rejoindre le site du rocher. Il s'agit d'une voie carrossable de faible largeur se terminant en impasse.
La station Karben de la ligne E du tramway de Grenoble et l'arrêt de bus Rochepleine de la ligne 22 des lignes de bus Proximo de Grenoble sont les deux points d'arrêt des transports en commun locaux les plus proches du site. 
En raison de l'instabilité du terrain, le site des ruines du château et le sommet de cet éperon rocheux restent interdits d'accès au public depuis 2001, par arrêté municipal (photo).